# Who's to Say
Who's to Say è un singolo del gruppo alternative country statunitense Blanche, pubblicato nel 2003.

## Tracce
Lato A
1. Who's to Say

Lato B
1. Superstition

## Formazione
- Patch Boyle - banjo
- Tracee Mae Miller - basso, voce
- Lisa "Jaybird" Jannon - batteria
- Dan John Miller - chitarra, voce, violino
- Kevin Carrico - fotografia, layout, design
- Dave Feeny - pedal steel guitar, piano
- Brendan Benson - cori[3]
- Jack White - chitarra solista[3]